# 25.ª Brigada Mixta (Ejército Popular de la República)
La 25.ª Brigada Mixta fue una unidad del Ejército Popular de la República que tomó parte en la Guerra Civil Española. A lo largo de la contienda la brigada estuvo presente en los frentes de Córdoba y Extremadura.

## Historial
La unidad fue creada en noviembre de 1936, en Úbeda, a partir de los batallones 97.º (antiguo «Voluntarios de Úbeda» n.º 20), 98.º (antiguo «Mancha Real»), 99.º (antiguo batallón «Stalin») y 100.º (antiguo batallón «Pablo Iglesias»). La 25.ª Brigada Mixta quedó al mando del capitán de ingenieros Julio Dueso Lanlaida, con el socialista Julián Muñoz Lizcano como comisario político.
A comienzos de 1937 la 25.ª BM quedó agregada al Ejército del Sur. En marzo de 1937, cuando comenzó la batalla de Pozoblanco, la unidad fue enviada con carácter urgente al nuevo frente; el 7 de marzo quedó concentrada en Marmolejo, y tres días después fue enviada a primera línea de combate, en Villanueva del Duque. El día 13 el capitán Julián Dueso fue destituido debido a «su mal rendimiento», siendo sustituido por el comandante de infantería Enrique García Moreno. En esa misma jornada, junto a la 20.ª Brigada Mixta, inició la contraofensiva republicana y logró reconquistar Villanueva del Duque. En los días posteriores —entre finales de marzo y comienzos de abril— la 25.ª tomó parte en los diversos ataques republicanos que tuvieron lugar en este frente, que incluyó la ocupación de la «Caseta del Rincón» en la carretera de Espiel a Alcaracejos.
Al final de los combates la 25.ª BM quedó incorporada a la 24.ª División, en fase de formación. A finales de 1937 sería asignada a la 63.ª División. García Moreno fue relevado por el comandante José Costell Salido, que sin embargo estaría poco tiempo en este puesto y sería sustituido por el mayor de milicias Quintiliano Bardón Álvarez. A comienzos de 1938, partiendo desde Villanueva de Córdoba, la brigada tomó parte una ofensiva en el sector de Azuaga-Granja de Torrehermosa, que sin embargo no tuvo éxito.
A mediados de julio, tras comenzar la ofensiva franquista que pretendía cerrar la denominada «Bolsa de Mérida», la 25.ª BM quedó a cargo de la defensa de las cabezas de puente republicanas sobre el río Guadiana, pero la presión enemiga la obligó a retirarse a la orilla derecha el 19 de julio. Sería adscrita a llamada «División de Maniobra», con la misión de cubrir la nueva línea defensiva que iba desde Casas de Don Pedro hasta Puente del Arzobispo. Días después sería incluida en la División del Zújar, en el frente Almorchón-Benquerencia; la 25.ª BM participó en el intento para reconquistar Castuera, que fracasaría ante la firme resistencia franquista. A finales de julio la brigada sería asignada a la 51.ª División y cuando terminaron las operaciones en Extremadura quedó situada en primera línea en la Sierra del Torozo.
Con posterioridad la brigada estuvo agregada a varias unidades: pasó a la 63.ª División, en noviembre, regresando brevemente a la 51.ª, y siendo agregada finalmente a la 38.ª División. A finales de año fue agregada a la columna «F» que mandaba el mayor de milicias Bartolomé Fernández Sánchez. Con esta unidad tomaría en una prevista ofensiva republicana en Extremadura que buscaba aliviar la situación de las fuerzas republicanas en Cataluña. A comienzos de enero de 1939 atacó el frente franquista por el sector de Hinojosa del Duque, en el flanco izquierdo de la ofensiva republicana, avanzando posteriormente hacia Monterrubio de la Serena. Más adelante la 25.ª BM se trasladó a Cabeza de Buey, con la intención de frenar la contraofensiva franquista. Permanecería en el frente extremeño hasta el final de la guerra.

## Mandos
Comandantes
- Capitán de ingenieros Julio Dueso Lanlaida;
- Capitán de milicias Lino Carrasco Ortiz;[11]
- Comandante de infantería Enrique García Moreno;[12]
- Comandante José Costell Salido;[13]
- Mayor de milicias Quintiliano Bardón Álvarez;
- Mayor de milicias Luis García Vega;

Comisarios
- Julián Muñoz Lizcano, del PSOE;
- Matías Molero;[1]
- José Sáinz Alfaro del Pino,[14] del PCE;

Jefes de Estado Mayor
- comandante de infantería Fernando Gallego Porro;[15]
- comandante de infantería Daniel Fernández de Landa;
- comandante de infantería Ramón Rodríguez Bosmediano;
- capitán de milicias Manuel Toro Rodríguez;